# Michael Almebäck
Michael Almebäck (sinh ngày 4 tháng 4 năm 1988 tại Stockholm) là một cầu thủ bóng đá người Thụy Điển hiện đang chơi cho Örebro SK ở giải Allsvenskan. Anh ấy là một Trung vệ.